# Myrtaspis marginalis
Myrtaspis marginalis är en insektsart som beskrevs av Sadao Takagi 1999. Myrtaspis marginalis ingår i släktet Myrtaspis och familjen pansarsköldlöss. Inga underarter finns listade i Catalogue of Life.